# Dollar Tree
Dollar Tree, Inc. (NASDAQ: DLTR

) er en amerikansk discountbutikskæde bestående af 15.115 variety stores i 48 delstater. De har hovedkvarter i Chesapeake, Virginia. Foruden Dollar Tree brandet benyttes også Dollar Bills og Family Dollar. Der er 193.000 ansatte. K. R. Perry åbnede den første butik i 1953.